# Die Hugo Show
Die Hugo Show war in den 1990ern eine der ersten Spielshows im Fernsehen, die mit einem Real-Darsteller und der in Echtzeit reagierenden Spielfigur Hugo, der Hauptfigur der gleichnamigen Spieleserie, produziert wurde. Meist nahmen die Moderatoren zu technoartiger Musik Telefonanrufe entgegen und schickten die Anrufer auf immer wieder wechselnde Spiele, bei denen Hugo eine Hauptrolle spielte.

## Beschreibung
Die Show lief ab dem 18. April 1994 zuerst im Kabelkanal, der Ende des gleichen Jahres in Kabel 1 umbenannt wurde. Außerdem gab es in unregelmäßigen Abstand „Das Hugo-Mobil“, bei dem sich die Außenreporter, u. a. Guido Kellermann, von verschiedenen Veranstaltungen meldeten, bei denen Zuschauer die Möglichkeit hatten, „Hugo“ live zu spielen. In interaktiven Spielen ging es darum, per Tastendruck am Telefon z. B. Gegenstände zu überspringen, um ins Ziel zu kommen und zum Schluss Hugos Familie retten zu können. Diese wurde zuvor von der Hexe Hexana gefangen genommen. Hugo selbst war eine Zeichentrickfigur, die einen Troll darstellte.
Für die Teilnahme war ein Tastentelefon mit Mehrfrequenzwahlverfahren Voraussetzung. Die Dekoration war bis auf ein paar Möbel für die Realdarsteller vollständig im Computer berechnet und mittels Bluescreen-Technik ins Bild einmontiert.
Ferner waren diverse Musikgäste, u. a. Masterboy, im Studio. Außerdem veröffentlichte Hugo auch einige eigene Songs, die zum Teil auch im Duett mit Judith Hildebrandt gesungen wurden.
Die Sendung wurde meistens nachmittags ausgestrahlt, sodass vor allem ein jugendliches Publikum im Alter von 12 bis 16 Jahren angesprochen wurde. International lief die Sendung seit 1990 in verschiedenen Ländern.
Ab dem Dezember 1996 wurde das Konzept der Sendung verändert. Aus der Hugo-Show wurde Hugo (im Hexana-Schloss). Das Schloss der Hexe war wiederum ein virtuelles Studio, das verschiedene Räume darstellen konnte. Anstatt eines Teams an Moderatoren wurde die Sendung ausschließlich vom virtuellen Troll Hugo und der bösen Hexe Hexana, dargestellt von Julia Haacke, moderiert. Hexana stellte den mehr oder weniger bösen Widerpart zu Hugo dar. Die Sendung wurde nur mehr am Samstag vormittags in mehreren Episoden zu jeweils zehn Minuten zwischen Zeichentrickserien ausgestrahlt. Der Spin-off Hexana leitet sich aus dieser Sendung ab.
Am 27. Dezember 1997 wurde Hugo wegen Quotenmangels auf Kabel 1 eingestellt. Knapp ein halbes Jahr später, am 4. Mai 1998, reanimierte der Sender Nickelodeon Deutschland den kleinen Troll für kurze Zeit wieder und zeigte seine eigene Show Hugos Nick Live Club, die jedoch einen Monat später zusammen mit dem Sender eingestellt wurde. Seither wurde Hugo nicht mehr im deutschen Fernsehen gezeigt.

## Moderation und Synchronisation
Moderiert wurde die Show unter anderem von Judith Hildebrandt, die später u. a. im Marienhof und in Sturm der Liebe mitspielte. Weitere Moderatoren waren Sonja Zietlow, Minh-Khai Phan-Thi, Tania Schleef, Klaus Dittrich, Yvette Dankou sowie Julia Haacke, die in die Rolle der Hexe Hexana schlüpfte.
Hexana wurde in den Spielen von Karin Kernke gesprochen.
Dem Kobold Hugo liehen folgende Sprecher ihre Stimmen:
- Michael Habeck (1994, 1995)
- Oliver Grimm (1995, 1996)
- Oliver Baier[3] (1996)
- Sven Blümel (10/1996 – 12/1997)